# Weg der Besinnung

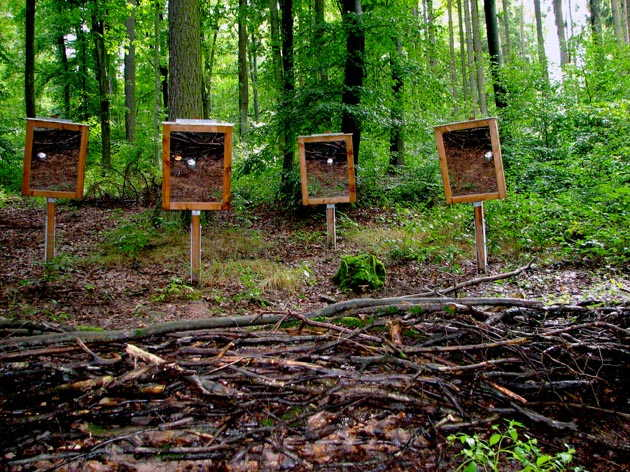
Skulptur „Bilder“

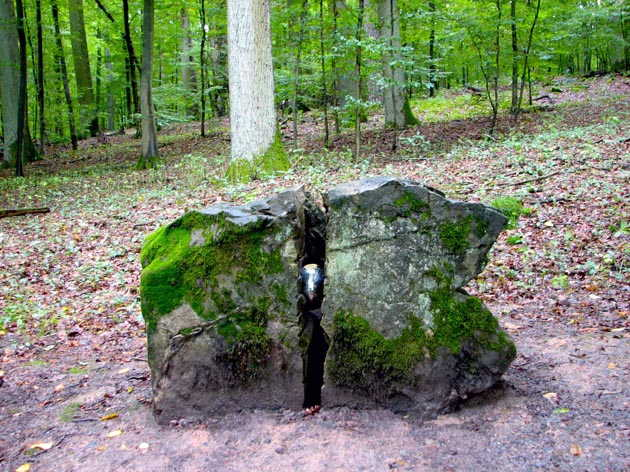
Skulptur „Kern“

Der Weg der Besinnung ist ein ca. 2 km langer Skulpturenweg in Bad Kissingen zwischen der Bildungsstätte Heiligenhof und dem westlichen Rand des Stadtteils Garitz. Er besteht aus insgesamt 12 Einzelstationen.
Der Weg der Besinnung wurde unter anderem mit Mittel des europäischen Förderprogramms LEADER + gefördert. Der Spazierweg gehörte zu den bevorzugten Wegen des früheren Bundespräsidenten Heinrich Lübke, der häufig als Kurgast in der Stadt war.